# Lencloître
Lencloître es una población y comuna francesa, en la región de Poitou-Charentes, departamento de Vienne, en el distrito de Châtellerault. Es el chef-lieu del cantón de Lencloître.

## Demografía
| 1696 | 1754 | 1871 | 2082 | 2222 | 2253 |
| Para los censos de 1962 a 1999 la población legal corresponde a la población sin duplicidades (Fuente: INSEE [Consultar]) |      |      |      |      |      |